# چوکور (قره‌عیسی‌لی)
چوکور (به ترکی استانبولی: Çukur) یک منطقهٔ مسکونی در ترکیه است که در کارایسالی واقع شده‌است.